# Al-Maksar
Al-Maksar (arab. المكسر) – wieś w Syrii, w muhafazie Idlib. W 2004 roku liczyła 726 mieszkańców.